# Susanna Kubelka
Susanna Kubelka von Hermanitz (Linz, septiembre de 1942-Viena, 7 de mayo de 2024) fue una escritora austríaca residente en París desde su divorcio en 1981. 

## Biografía
Era descendiente de la nobleza checa, vegetariana y hermana del cineasta experimental Peter Kubelka.
Dejó la secundaria y trabajó brevemente como profesora de primaria. Más tarde se doctoró en literatura inglesa con una tesis sobre la representación de las mujeres en las novelas inglesas del siglo XVIII. Más tarde trabajó para la publicación vienesa Die Presse y vivió y trabajó en Australia e Inglaterra cuatro años.

## Obra
- Endlich über vierzig. Der reifen Frau gehört die Welt (1980)
- Ich fang nochmal an. Glück und Erfolg in der zweiten Karriere (1981)
- Burg vorhanden, Prinz gesucht. Ein heiterer Roman (1983)
- Ophelia lernt schwimmen. Der Roman einer jungen Frau über vierzig (1987)
- Mein Wien (1990)
- Madame kommt heute später (1993)
- Das gesprengte Mieder (2000)
- Der zweite Frühling der Mimi Tulipan (2005)
- Adieu Wien, Bonjour Paris (2012)